# Teorema di Lagrange (teoria dei gruppi)
In teoria dei gruppi, il teorema di Lagrange è un teorema basilare nello studio dei gruppi finiti. Afferma che l'ordine (cioè il numero di elementi) di un sottogruppo di un gruppo finito è un divisore dell'ordine del gruppo.
Prende il nome da Joseph-Louis Lagrange.

## Dimostrazione
La prima parte della dimostrazione si applica a qualsiasi gruppo {\displaystyle G} e a un suo sottogruppo {\displaystyle H}. Si considera l'insieme 
{\displaystyle \{aH:a\in G\}}
delle classi laterali (sinistre) 
{\displaystyle aH=\{ah:h\in H\}}
di {\displaystyle H} in {\displaystyle G}; questo forma una partizione di {\displaystyle G}, ovvero {\displaystyle G} è unione delle classi laterali, e due classi laterali distinte non hanno elementi in comune. Inoltre per ogni {\displaystyle a\in G} la funzione {\displaystyle H\to aH} che manda {\displaystyle h\in H} in {\displaystyle ah} è una biezione.
Nel caso in cui {\displaystyle G} sia finito, ogni classe laterale ha dunque ordine eguale all'ordine {\displaystyle |H|} di {\displaystyle H}. Se si denota con {\displaystyle [G:H]} l'indice di {\displaystyle H} in {\displaystyle G} (ovvero il numero di classi laterali distinte) si ha quindi
{\displaystyle |G|=|H|\cdot [G:H].}
In particolare, l'ordine {\displaystyle |H|} di {\displaystyle H} divide l'ordine {\displaystyle |G|} di {\displaystyle G}.

## Conseguenze
Dal teorema di Lagrange segue che, se {\displaystyle G} è un gruppo finito, l'ordine di ogni suo elemento {\displaystyle a} (ovvero il più piccolo intero positivo {\displaystyle m} tale che {\displaystyle a^{m}} sia l'identità) divide l'ordine di {\displaystyle G}: questo segue dal fatto che l'ordine di {\displaystyle a} coincide con l'ordine del sottogruppo ciclico generato da {\displaystyle a}.
Un'altra conseguenza è che, se l'ordine di un gruppo è un numero primo, allora esso è ciclico, generato da un qualsiasi elemento diverso dall'identità. Più in generale, il teorema è un primo passo nello studio della struttura dei gruppi finiti.
Un ulteriore corollario del teorema è che per ogni {\displaystyle a\in G} vale {\displaystyle a^{|G|}=e}, dove {\displaystyle e} indica l'identità in {\displaystyle G}. Esso si traduce nel piccolo teorema di Fermat se {\displaystyle p} è un primo e {\displaystyle G=(\mathbb {Z} /{p\mathbb {Z} })^{*}}, il gruppo moltiplicativo degli interi invertibili modulo {\displaystyle p}, nel teorema di Eulero-Fermat se {\displaystyle G=(\mathbb {Z} /{m\mathbb {Z} })^{*}}, con {\displaystyle m} un intero qualsiasi.

## Viceversa
In generale, l'inverso del teorema di Lagrange non vale; ovvero, se {\displaystyle m} è un intero positivo che divide l'ordine di {\displaystyle G}, non è detto che {\displaystyle G} abbia un sottogruppo di ordine {\displaystyle m}. Per esempio, il gruppo alterno {\displaystyle A_{4}} ha ordine 12, ma non ha sottogruppi di ordine 6. Lo stesso vale per ogni gruppo semplice finito di ordine {\displaystyle 2n} pari: infatti, un sottogruppo di ordine {\displaystyle n} sarebbe normale, contro l'ipotesi che il gruppo è semplice.
L'inverso vale però se {\displaystyle m} è la potenza di un primo: questo risultato è uno dei teoremi di Sylow. Un altro caso in cui il teorema di Lagrange si inverte è quando il gruppo {\displaystyle G} è abeliano o, più in generale, quando è nilpotente. Nel caso abeliano, grazie al teorema di struttura per i gruppi abeliani finitamente generati, si può dimostrare che esiste sempre un sottogruppo di ogni ordine possibile (ossia deve dividere l'ordine del gruppo).